# 丸島町 (宮崎市)
丸島町（まるしまちょう）とは、宮崎県宮崎市内の地名。中央東地域自治区に属している。郵便番号は880-0814。

## 地理
宮崎市の中央東地域自治区に属する。市街地北部の主要地域を形成しており、市道錦通り、東雲通り、丸島通りに囲まれた地域からなるオフィス・住宅などが並ぶ。2023年現在、住居表示実施地域である。
北を江平中町1丁目、東を錦本町、南東を錦町、南を高千穂通2丁目、西を橘通5丁目と接する。

## 歴史
- 1924年 - 宮崎市市制施行により（旧）江平町が設置。
- 1927年 - （旧）江平町より江平町1-3丁目が誕生。
- 1970年 - 江平町1丁目 - 3丁目の一部をもって江平中町が成立。

## 世帯数と人口
2023年（令和5年）9月1日現在の世帯数と人口は以下の通りである。
| 町丁   | 世帯数  | 人口  |
| ------ | ------- | ----- |
| 丸島町 | 349世帯 | 501人 |

## 小・中学校の学区
市立小・中学校に通う場合、学区は以下の通りとなる。
| 町名   | 小学校             | 中学校               |
| ------ | ------------------ | -------------------- |
| 丸島町 | 宮崎市立江平小学校 | 宮崎市立宮崎東中学校 |

## 交通

### バス
宮交グループの運営するバスが営業している。

## 施設
- 宮崎労働局宮崎労働基準監督署